# Titularerzbistum Iustiniana Prima
Iustiniana Prima (ital.: Giustiniana Prima) ist ein Titularerzbistum der römisch-katholischen Kirche.
Es geht zurück auf einen untergegangenen Erzbischofssitz in der gleichnamigen antiken Stadt, die in der Spätantike in der römischen Provinz Dacia Mediterranea lag.
| Titularerzbischöfe von Iustiniana Prima |                      |                                              |                   |                 |
| Nr.                                     | Name                 | Amt                                          | von               | bis             |
| 1                                       | Giovanni Panico      | Apostolischer Delegat Apostolischer Nuntius  | 17. Oktober 1935  | 19. März 1962   |
| 2                                       | Aurelio Sabattani    | Prälat von Loreto (Italien) Kurienerzbischof | 25. Juni 1965     | 2. Februar 1983 |
| 3                                       | Édouard Gagnon PSS   | Kurienerzbischof                             | 7. Juli 1983      | 25. Mai 1985    |
| 4                                       | Jean-Claude Périsset | Apostolischer Nuntius                        | 12. November 1998 |                 |